# Mesapamea nictitans
Mesapamea nictitans là một loài bướm đêm trong họ Noctuidae.